# Ordem Germânica

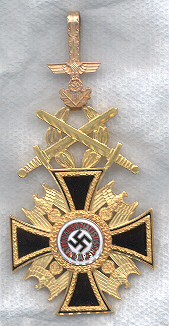
Ordem Germânica

A Ordem Germânica era a mais importante condecoração conferida pelo Partido Nazista. Tal premiação foi inicialmente instituída por Adolf Hitler como homenagem póstuma ao ministro do Reich Fritz Todt em seu funeral em fevereiro de 1942. Uma segunda premiação foi realizada no funeral do SS-Obergruppenführer Reinhard Heydrich em junho do mesmo ano.
A Ordem Germânica era uma condecoração pessoal de Adolf Hitler, e concedida somente para aqueles que demonstraram um extremo valor nos serviços prestados ao estado e ao partido. Por essa razão, e pelo fato do reverso da medalha ter uma cópia da assinatura do Führer, ela era informalmente conhecida como “Ordem de Hitler”.

## Receptores
- Konstantin Hierl (24 de Fevereiro de 1945)
- Karl Hanke (12 de Abril de 1945)
- Karl Holz (19 de Abril de 1945)
- Artur Axmann (28 de Abril de 1945)

Homenagem póstuma
- Reinhard Heydrich (9 de Junho de 1942)
- Adolf Hühnlein (21 de Junho de 1942)
- Viktor Lutze (7 de Maio de 1943)
- Adolf Wagner (17 de Abril de 1944)
- Josef Bürckel (3 de Outubro de 1944)
- Rudolf Schmundt (7 de Outubro de 1944)